# Ranunculus cyprius
Ranunculus cyprius är en ranunkelväxtart som först beskrevs av Beiss., och fick sitt nu gällande namn av Friedrich Vierhapper. Ranunculus cyprius ingår i släktet ranunkler, och familjen ranunkelväxter. Inga underarter finns listade i Catalogue of Life.